# Acheles (Mythologie)
Acheles (altgriechisch Ἀχέλης Achélēs) ist in der griechischen Mythologie ein Sohn des Herakles und der lydischen Königin Omphale.
In Scholien zu Homers Ilias wird er als Bruder oder Stiefbruder des Hyllos genannt und ist wie dieser nach einem lydischen Fluss, dem beim Sipylos und bei Smyrna verlaufenden Acheles, benannt. In anderen Quellen wird der Sohn des Herakles und der Omphale Akeles, Agelaos oder Alkaios genannt.